# Polystachya puberula
Polystachya puberula là một loài phong lan bản địa của miền tây và trung-tây châu Phi nhiệt đới.